# 斯圖江卡
50°14′11″N 25°42′51″E / 50.23639°N 25.71417°E
斯圖江卡（烏克蘭語：Студянка），是烏克蘭的村落，位於該國西北部羅夫諾州，由杜布諾區負責管轄，處於柳多米爾卡河畔，面積2.1平方公里，海拔高度212米，2001年人口1,047。